# Roccagloriosa

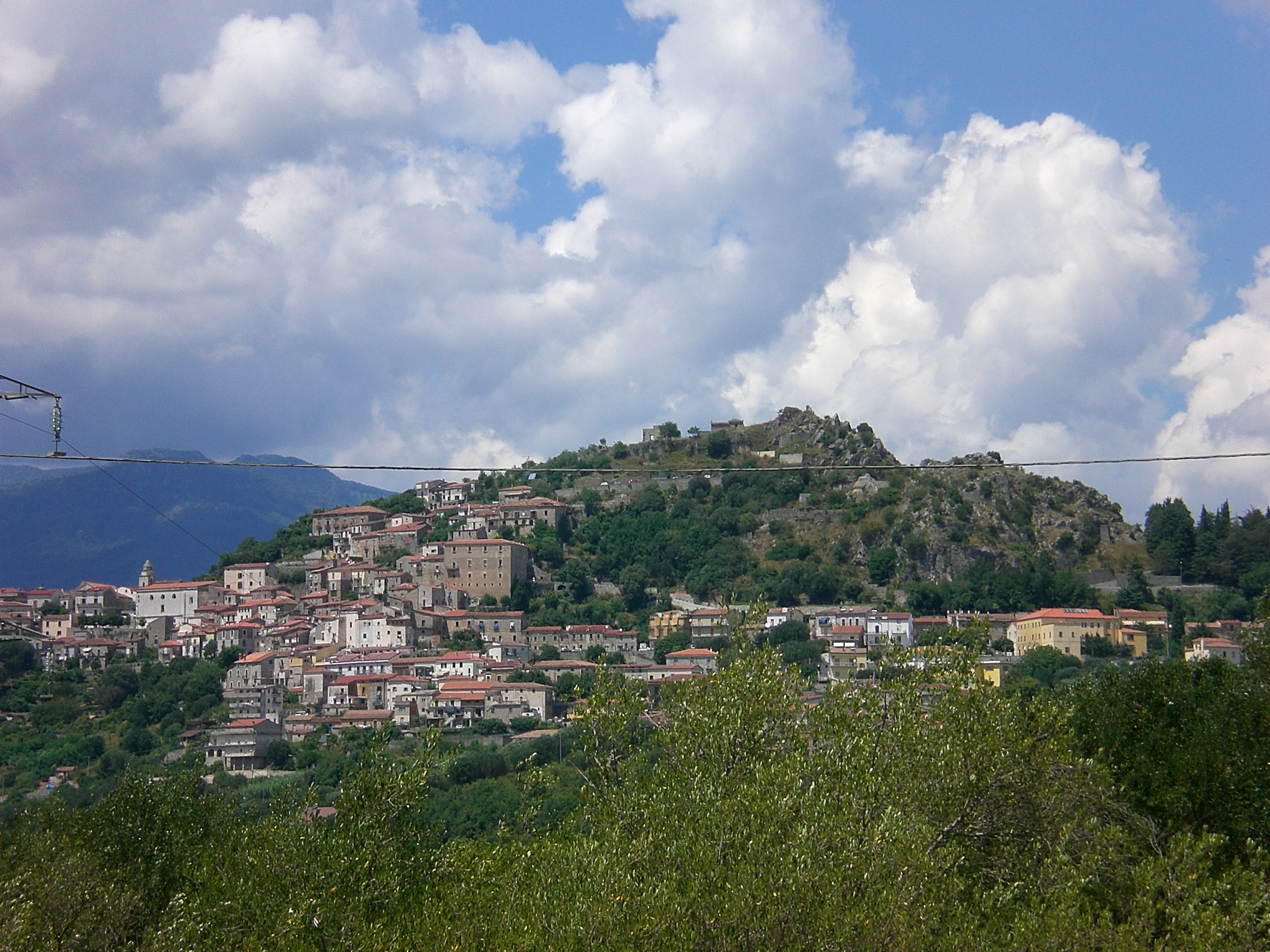
Panorama

Roccagloriosa ist eine süditalienische Gemeinde (comune) mit 1568 Einwohnern (Stand: 31. Dezember 2023) in der Provinz Salerno in der Region Kampanien. Sie ist Teil der Comunità Montana Zona del Lambro e del Mingardo. Schutzpatron des Ortes ist der hl. Johannes der Täufer.

## Geografie
Roccagloriosa liegt südlich von Salerno und südöstlich von Vallo della Lucania im Nationalpark Cilento und Vallo di Diano im Cilento. Das Gemeindegebiet umfasst eine Fläche von 40,56 km². Der Ort liegt auf einer Höhe von 430 Metern über dem Meer. Die Nachbargemeinden sind Alfano, Camerota, Celle di Bulgheria, Laurito, Rofrano, San Giovanni a Piro und Torre Orsaia. Ein Ortsteil (frazione) ist Acquavena.
Außerhalb des Ortes liegt der Bahnhof Celle Bulgheria-Roccagloriosa an der Eisenbahnstrecke Battipaglia-Reggio di Calabria.